# Escudo de Aruba
El escudo de armas de Aruba fue diseñado originalmente en Ámsterdam en 1955. Desde entonces ha sido usado como símbolo de Aruba. Hay siete elementos principales en el símbolo: El león en la parte superior del escudo simboliza energía. La cruz blanca que divide a los cuatro cuadrantes del escudo simboliza la fe. En el primer cuadrante figura una planta de áloe, que es una fuente de ingresos para la isla, y su producto de exportación más importante. El segundo cuadrante representa Hooiberg, la colina más reconocible de Aruba, que además es la segunda colina más alta. El tercer cuadrante muestra un apretón de manos, simbólico de las buenas relaciones de Aruba con el mundo. Finalmente, en el cuatro cuadrante se sitúa una rueda que representa la industria. El escudo está rodeado por dos ramas de laurel, símbolo tradicional de la paz.